# 레귤러 쇼 시즌 2
미국의 텔레비전 애니메이션 《레귤러 쇼》의 두 번째 시즌은 카툰 네트워크에서 방송되었다. 작품 속 대다수의 캐릭터들은 J. G. 퀸텔이 학창 시절 캘리포니아 예술 학교를 다니면서 만든 영화 《The Naive Man From Lolliland》와 《2 in the AM PM》에 기초하여 만들어졌다. 과거 《레귤러 쇼》는 카툰 네트워크가 신인 작가를 발굴하기 위해 기획한 Cartoonstitute 프로젝트의 일환이었다.
《레귤러 쇼》 두 번째 시즌은 이전에 비해 두 배 이상 늘어난 28편으로 구성되었고, 에피소드는 〈공포영화〉로 시작해 〈노래방 비디오〉로 끝난다. 2010년 8월부터 그해 11월까지 제작되었으며, 각본 및 스토리보드는 카툰 네트워크 스튜디오의 J. G. 퀸텔과 션 스젤레스(Sean Szeles), 타케우치 시온, 마이크 로스, 캘빈 웡(Calvin Wong), 벤튼 코너, 캣 모리스, 폴 스칼라타, 존 인판티노(John Infantino), 민티 루이스(Minty Lewis), 헨리 유(Henry Yu), 데니스 메스머(Dennis Messmer)가 작성했다. 시청 등급은 성적 농담과 경미한 폭력성을 이유로 TV-PG와 TV-PG-V를 받았다.

## 개발

### 개념
공원 관리인으로 일하는 23살 큰어치 모디카이와 동갑 친구인 너구리 릭비는 싫증난 일상에서 벗어나기 위해 어떻게든지 게으름을 피우고 신나게 놀며 하루를 보낸다. 공원 상관인 벤슨과 동료인 스킵스는 모디카이와 릭비의 그런 모습에 대해 불쾌하게 여기지만, 공원 소유주인 팝스는 즐거워한다. 다른 동료인 머슬맨과 하이파이브 고스트는 모디카이와 릭비의 경쟁자로 등장한다. 이 작품은 모디카이와 릭비가 일을 제쳐두고 노는 것을 중심으로 이야기가 전개된다. 하지만 이들은 본인들이 했던 무책임한 행동이 생각했던 것보다 일을 더 크게 만들어버리기 때문에 그로 인한 대가를 치러야 하기도 한다. 결과적으로 모디카이와 릭비는 기상천외하고 초현실적인 재난과 같은 상황을 야기한다.

### 제작
작품 속 대다수의 캐릭터들은 J. G. 퀸텔이 학창 시절 캘리포니아 예술 학교를 다니면서 만든 영화 《The Naive Man From Lolliland》와 《2 in the AM PM》에 기초하여 만들어졌다. 과거 《레귤러 쇼》는 카툰 네트워크가 신인 작가를 발굴하기 위해 기획한 Cartoonstitute 프로젝트의 일환이었다. 퀸텔은 작품 제작이 허가되자 독립 만화 작가들을 모집하여 작품을 만드는 데 필요한 제작진을 꾸렸다. 첫 번째 시즌의 각본과 스토리보드는 카툰 네트워크 스튜디오의 J. G. 퀸텔과 션 스젤레스, 타케우치 시온, 마이크 로스, 제이크 암스트롱, 벤튼 코너, 캣 모리스, 폴 스칼라타, 켄트 오즈본이 작성했다.

## 에피소드
| 전체 번호 | 시즌 번호 | 제목                                       | 각본 및 스토리보드                   | 본 방송 날짜     | 대한민국 방송 날짜 | 제작 번호 | 미국 시청자 수 (100만) |
| --- | --------- | ------------------------------------------ | ------------------------------------ | ---------------- | ------------------ | --------- | ---------------------- |
| 13 | 1         | "공포영화" "Ello Gov'nor"                  | 션 스젤레스, 타케우치 시온           | 2010년 11월 29일 | 2013년 3월 12일    | 추후 공개 | 2.07                   |
| 유령택시가 나오는 공포 영화를 보고 두려움과 함께 망상증이 생긴 릭비는 살아 움직이는 모습으로 나타난 유령택시에 대한 두려움에 맞서 싸워야 한다. 목소리 특별 출연: 비디오 대여점 직원 역의 폴 F. 톰킨스                                                                                  |           |                                            |                                      |                  |                    |           |                        |
| 14 | 2         | "되돌려진 시간" "It's Time"                | 벤튼 코너, 캘빈 웡                   | 2011년 1월 3일   | 2013년 3월 12일    | 1004-015  | 정보 없음              |
| 모디카이가 마가렛과 데이트를 하기 위해 릭비의 영화 관람 제안을 거절하자 화가 난 릭비는 마가렛에게 데이트를 신청한다. 그런 그의 행동에 큰 질투심을 느낀 모디카이는 릭비를 이상한 차원의 공간으로 빠트린다. 목소리 특별 출연: 시간의 아버지 역의 앨런 스클라                             |           |                                            |                                      |                  |                    |           |                        |
| 15 | 3         | "감사패" "Appreciation Day"                | 캣 모리스, 폴 스칼라타               | 2011년 1월 10일  | 2013년 3월 12일    | 추후 공개 | 1.72                   |
| 모디카이와 릭비가 공원기록책에 기록된 벤슨의 글을 허위 사실로 고쳐 쓰자 얼음괴물이 출현하는 등 그들이 쓴 글들이 실제로 발생한다. |           |                                            |                                      |                  |                    |           |                        |
| 16 | 4         | "감시 카메라" "Peeps"                      | 벤튼 코너, 캘빈 웡                   | 2011년 1월 17일  | 2013년 3월 12일    | 추후 공개 | 정보 없음              |
| 벤슨은 게으름을 피우는 모디카이와 릭비의 일거수일투족을 감시하기 위해 보안 시스템을 주문해 사용하던 중, 핍스라는 거대 눈알도 함께 주문하지만 그를 다시 쫓아낼 방법을 생각한다. 목소리 특별 출연: 핍스 역의 리처드 맥고너글                                                             |           |                                            |                                      |                  |                    |           |                        |
| 17 | 5         | "빙빙 도는 세상" "Dizzy"                   | 션 스젤레스, 타케우치 시온           | 2011년 1월 24일  | 2013년 3월 18일    | 추후 공개 | 2.10                   |
| 해고당하지 않기 위해 벤슨은 공원의 새 동상 제막식 현장에서 연설해야 하는 팝스를 도와줘야 한다. 목소리 특별 출연: 맬러드 씨 역의 데이비드 오그던 스티어스 |           |                                            |                                      |                  |                    |           |                        |
| 18 | 6         | "울 엄마" "My Mom"                         | 캣 모리스                            | 2011년 1월 31일  | 2013년 3월 18일    | 1004-017  | 1.83                   |
| 머슬맨과 하이파이브 유령은 하루 동안 모디카이와 릭비를 감독하라는 명령을 받는다. 계속되는 머슬맨의 "울 엄마" 농담에 짜증이 난 모디카이는 머슬맨에게 똑같은 농담을 해주다가 화만 더 키운 채 곤경에 처한다. 목소리 특별 출연: 존 역의 스티븐 브럼과 바비 역의 톰 리스터 주니어           |           |                                            |                                      |                  |                    |           |                        |
| 19 | 7         | "최고 점수" "High Score"                   | 션 스젤레스                          | 2011년 2월 7일   | 2013년 3월 18일    | 추후 공개 | 정보 없음              |
| 존중을 받기 위해 오락기 게임의 세계 기록을 세운 모디카이와 릭비는 공중에 떠다니는 거대한 크기의 머리를 만나게 된다. |           |                                            |                                      |                  |                    |           |                        |
| 20 | 8         | "TV를 찾아서" "Rage Against the TV"        | J. G. 퀸텔, 마이크 로스, 존 인판티노 | 2011년 2월 14일  | 2013년 3월 18일    | 추후 공개 | 1.85                   |
| 모디카이와 릭비는 게임 속 최종 보스를 공격하던 도중 텔레비전이 고장나는 바람에 다른 텔레비전을 찾으러 다니고, 이후 게임 속 보스가 실제 모습으로 나타난다. 목소리 특별 출연: 지미 역의 로저 크레이그 스미스                                                                             |           |                                            |                                      |                  |                    |           |                        |
| 21 | 9         | "신 나는 파티" "Party Pete"                | 벤튼 코너, 캘빈 웡                   | 2011년 2월 21일  | 2013년 3월 19일    | 1004-025  | 1.72                   |
| 벤슨이 하룻밤 휴가를 내자 모디카이와 릭비는 파티 전문가의 도움을 받아 파티를 열고 분위기는 점점 달아오른다. 목소리 특별 출연: 파티 피트 역의 제프 버넷 |           |                                            |                                      |                  |                    |           |                        |
| 22 | 10        | "기억 지우기" "Brain Eraser"               | 캣 모리스                            | 2011년 2월 25일  | 2013년 3월 19일    | 추후 공개 | 0.91                   |
| 의도치 않게 팝스의 알몸을 본 모디카이를 위해 릭비와 스킵스가 모디카이의 기억 속으로 들어가 관련 기억들을 제거해주려 한다. 목소리 특별 출연: 비디오 대여점 직원 역의 로저 크레이그 스미스                                                                                               |           |                                            |                                      |                  |                    |           |                        |
| 23 | 11        | "벤슨, 떠나다" "Benson Be Gone"            | 존 인판티노                          | 2011년 2월 28일  | 2013년 3월 19일    | 추후 공개 | 1.87                   |
| 벤슨을 대신하는 새 공원 관리자가 들어온 후 벤슨의 직위는 모디카이와 릭비와 같은 청소부 자리로 강등되고, 새 공원 관리자는 점차 악마와 같은 모습을 드러낸다. 목소리 특별 출연: 레온 역의 스티븐 브럼, 수잔 역의 에이프릴 스튜어트, 맬러드 씨 역의 데이비드 오그던 스티어스               |           |                                            |                                      |                  |                    |           |                        |
| 24 | 12        | "환불전쟁" "But I Have a Receipt"          | 캣 모리스, 민티 루이스               | 2011년 3월 7일   | 2013년 3월 19일    | 1004-028  | 1.75                   |
| 모디카이와 릭비는 가게에서 구매한 롤플레잉 게임에 실망을 하고 환불을 받으려 하지만 점원은 그들을 무시한다. 목소리 특별 출연: 게임 가게 직원 역의 로저 크레이그 스미스 |           |                                            |                                      |                  |                    |           |                        |
| 25 | 13        | "멈출 수 없는 노래" "This Is My Jam"       | 션 스젤레스                          | 2011년 3월 28일  | 2013년 3월 25일    | 1004-027  | 1.52                   |
| 릭비가 자신의 머릿속에서 맴도는 노래를 제거하기 위해 노래를 바깥으로 끄집어내자 카세트테이프로 모습을 드러낸 노래는 공원 직원 모두를 괴롭힌다. |           |                                            |                                      |                  |                    |           |                        |
| 26 | 14        | "머슬걸" "Muscle Woman"                    | 벤튼 코너, 캘빈 웡                   | 2011년 4월 4일   | 2013년 3월 25일    | 1004-029  | 1.42                   |
| 머슬맨은 여자친구인 스탈라에게 차여 우울해 하고, 이로 인해 모디카이와 릭비는 머슬맨의 업무를 대신한다. 결국 모디카이는 머슬맨의 마음을 돌려놓기 위해 스탈라와 데이트를 한 다음 차는 것을 계획하고, 계획을 실행한 모디카이는 이내 후회한다. 목소리 특별 출연: 스탈라 역의 코트니 테일러 |           |                                            |                                      |                  |                    |           |                        |
| 27 | 15        | "알바의 위험" "Temp Check"                 | 벤튼 코너, 캘빈 웡                   | 2011년 4월 11일  | 2013년 3월 25일    | 1004-031  | 1.69                   |
| 릭비는 공원에서 자기 대신 일할 임시 직원을 고용한다. 하지만 임시 직원은 릭비의 생김새와 행동 방식을 똑같이 따라해 릭비 행세를 한다. 목소리 특별 출연: 더그 역의 로저 크레이그 스미스                                                                                                   |           |                                            |                                      |                  |                    |           |                        |
| 28 | 16        | "찌찌뽕" "Jinx"                            | 션 스젤레스, 헨리 유                 | 2011년 4월 18일  | 2013년 3월 25일    | 1004-032  | 1.70                   |
| 릭비는 모디카이의 찌찌뽕에 걸려 그것을 없애려고 노력하지만 그 과정에서 뜻하지 않게 악마를 소환한다. 목소리 특별 출연: 입기어(Ybgir) 역의 로저 크레이그 스미스 |           |                                            |                                      |                  |                    |           |                        |
| 29 | 17        | "몰래 카메라" "See You There"              | J. G. 퀸텔                           | 2011년 4월 25일  | 2013년 3월 26일    | 추후 공개 | 1.74                   |
| 하이파이브 유령을 위한 머슬맨의 깜짝 생일 파티에 초대받지 않은 모디카이와 릭비는 파티에 대한 사실을 알게 된다. 목소리 특별 출연: 로우파이브 유령 역의 로저 크레이그 스미스, 바비 역의 톰 리스터 주니어, 하이파이브 유령의 아버지 역의 재키 얼 헤일리                                   |           |                                            |                                      |                  |                    |           |                        |
| 30 | 18        | "마법파워" "Do Me a Solid"                 | 캣 모리스, 민티 루이스               | 2011년 5월 2일   | 2013년 3월 26일    | 1004-030  | 2.04                   |
| 마가렛과 더블 데이트를 하기 위해 모디카이는 릭비에게 아일린과 데이트를 할 것을 요청하고, 릭비는 그 대가로 모디카이가 자신의 부탁 10개를 들어주기를 요구하며 수락한다. 이후 릭비의 마지막 부탁을 거절하는 모디카이 때문에 모두가 위기에 처한다.                                         |           |                                            |                                      |                  |                    |           |                        |
| 31 | 19        | "묘지에서 생긴 일" "Grave Sights"          | 벤튼 코너, 캘빈 웡                   | 2011년 5월 9일   | 2013년 3월 26일    | 1004-035  | 1.93                   |
| 공원 묘지에서의 야외 상영 중 모디카이와 릭비는 의도치 않게 죽은 자들을 깨우고, 영화를 시청하고 있는 관객들을 보호해야 한다. 목소리 특별 출연: 비디오 대여점 직원 역의 로저 크레이그 스미스, 좀비들과 좀비 사냥꾼 역의 제프 베넷                                                        |           |                                            |                                      |                  |                    |           |                        |
| 32 | 20        | "진짜 진짜 레슬링" "Really Real Wrestling" | 션 스젤레스                          | 2011년 5월 16일  | 2013년 3월 26일    | 1004-034  | 2.16                   |
| 부상당한 팝스를 간병하던 모디카이와 릭비는 원래 팝스와 함께 구경하러 가기로 했던 레슬링 행사장에 가기 위해 집을 몰래 빠져나오고, 팝스 또한 이들 몰래 행사장으로 향한다. 하지만 팝스는 행사장에서 레슬러로 오해받고 모디카이와 릭비가 그를 발견한다.                                    |           |                                            |                                      |                  |                    |           |                        |
| 33 | 21        | "넘버 투" "Over the Top"                   | 벤튼 코너, 캘빈 웡                   | 2011년 5월 23일  | 2013년 4월 1일     | 1004-036  | 1.96                   |
| 스킵스는 릭비와의 팔씨름에서 매번 지자 당황해하지만 그 진실에 대해 곧 알게 되고, 의도치 않게 릭비를 죽인다. 릭비를 되살리기 위해 그는 데스와의 팔씨름 대결에서 이겨야 한다. 목소리 특별 출연: 데스 역의 줄리안 홀로웨이                                                                |           |                                            |                                      |                  |                    |           |                        |
| 34 | 22        | "올빼미" "The Night Owl"                   | 캣 모리스, 민티 루이스               | 2011년 5월 30일  | 2013년 4월 1일     | 1004-033  | 2.11                   |
| 모디카이와 릭비, 머슬맨, 하이파이브 유령은 자동차를 얻기 위해 대회에 참여한다. 하지만 대회의 주최자가 그들을 얼려 영원히 전시하려는 계획을 실행하고, 이후 그들은 자신들이 전시된 장소에서의 탈출을 시도한다.                                                                           |           |                                            |                                      |                  |                    |           |                        |
| 35 | 23        | "아기 오리 돌보기" "A Bunch of Baby Ducks" | 캣 모리스, 민티 루이스               | 2011년 6월 6일   | 2013년 4월 1일     | 1004-037  | 2.33                   |
| 공원에서 아기 오리들을 발견한 모디카이와 릭비가 오리들의 새로운 주인을 모집하던 중 한 남자가 그 오리들을 납치한다. |           |                                            |                                      |                  |                    |           |                        |
| 36 | 24        | "두뇌대결" "More Smarter"                  | 캘빈 웡, 벤튼 코너                   | 2011년 6월 13일  | 2013년 4월 1일     | 1004-039  | 2.19                   |
| 자신이 더 똑똑하다는 것을 모디카이에게 보여주기 위해 지능을 높여 주는 음료를 온라인으로 구입한 릭비는 음료를 과다 복용한 나머지 타인의 말을 알아듣지 못하게 된다. |           |                                            |                                      |                  |                    |           |                        |
| 37 | 25        | "첫 날" "First Day"                        | J. G. 퀸텔                           | 2011년 7월 11일  | 2013년 4월 2일     | 추후 공개 | 2.63                   |
| 공원 근무 첫 날, 모디카이와 릭비는 팝스의 낡은 의자를 갖기 위해 서로 가위바위보 대결을 하다가 악마를 소환한다. 목소리 특별 출연: 괴물 역의 로저 L. 잭슨 |           |                                            |                                      |                  |                    |           |                        |
| 38 | 26        | "인터넷 동영상" "Go Viral"                 | 벤튼 코너, 캘빈 웡                   | 2011년 7월 18일  | 2013년 4월 2일     | 추후 공개 | 2.01                   |
| 모디카이와 릭비, 머슬맨과 하이파이브 유령은 누가 더 많은 조회 수를 기록하는 동영상을 만드는지 각각 편을 갈라 서로 대결한다. |           |                                            |                                      |                  |                    |           |                        |
| 39 | 27        | "스컹크가 되다" "Skunked"                  | J. G. 퀸텔, 션 스젤레스              | 2011년 7월 25일  | 2013년 4월 2일     | 1004-023  | 2.15                   |
| 늑대스컹크의 방귀 때문에 릭비는 점차 스컹크의 모습으로 변하기 시작하자 본래의 모습으로 되돌아가기 위해 여러 방법들을 시도한다. 목소리 특별 출연: 늑대스컹크 역의 폴 F. 톰킨스 |           |                                            |                                      |                  |                    |           |                        |
| 40 | 28        | "노래방 비디오" "Karaoke Video"            | 션 스젤레스. 데니스 메스너           | 2011년 8월 1일   | 2013년 4월 2일     | 1004-038  | 2.26                   |
| 모디카이와 릭비는 노래방에서 자기 동료들을 비하하는 자신들의 모습이 나온 비디오를 찾아 없애야 한다. 목소리 특별 출연: 캐리 오케이 역의 리처드 맥고너글 |           |                                            |                                      |                  |                    |           |                        |

## 비디오 제품 발매
| 〈Regular Show: The Complete First & Second Seasons〉                         |                                                                               |                                                                               |                                                                               | | | | | |
| 세부 정보                                                                     | 세부 정보                                                                     | 세부 정보                                                                     | 세부 정보                                                                     | 특별 부록 | 특별 부록 | 특별 부록 | 특별 부록 | |
| - 40편 - 디스크 2매 - 1.78:1 종횡비 - 음성: 영어 (돌비 스테레오) - 자막: 영어 | - 40편 - 디스크 2매 - 1.78:1 종횡비 - 음성: 영어 (돌비 스테레오) - 자막: 영어 | - 40편 - 디스크 2매 - 1.78:1 종횡비 - 음성: 영어 (돌비 스테레오) - 자막: 영어 | - 40편 - 디스크 2매 - 1.78:1 종횡비 - 음성: 영어 (돌비 스테레오) - 자막: 영어 | - 전체 40편에 대한 코멘터리 - 미방송된 파일럿 - 파일럿 애니메틱 - 〈마법 파워〉 애니메틱 - 새롬에서 이루어진 연필 시험 영상 - Hodgepodge Monster CG 시험 - 2010 샌디에이고 코믹콘 예고편 - 단편영화 《The Naïve Man from Lolliland》 - 《Party Tonight》 뮤직 비디오 - J. G. 퀸텔 인터뷰 영상 - JG Pitches “The Power” - 《레귤러 쇼》 광고 영상 - Sam Sings Mystery Karaoke | - 전체 40편에 대한 코멘터리 - 미방송된 파일럿 - 파일럿 애니메틱 - 〈마법 파워〉 애니메틱 - 새롬에서 이루어진 연필 시험 영상 - Hodgepodge Monster CG 시험 - 2010 샌디에이고 코믹콘 예고편 - 단편영화 《The Naïve Man from Lolliland》 - 《Party Tonight》 뮤직 비디오 - J. G. 퀸텔 인터뷰 영상 - JG Pitches “The Power” - 《레귤러 쇼》 광고 영상 - Sam Sings Mystery Karaoke | - 전체 40편에 대한 코멘터리 - 미방송된 파일럿 - 파일럿 애니메틱 - 〈마법 파워〉 애니메틱 - 새롬에서 이루어진 연필 시험 영상 - Hodgepodge Monster CG 시험 - 2010 샌디에이고 코믹콘 예고편 - 단편영화 《The Naïve Man from Lolliland》 - 《Party Tonight》 뮤직 비디오 - J. G. 퀸텔 인터뷰 영상 - JG Pitches “The Power” - 《레귤러 쇼》 광고 영상 - Sam Sings Mystery Karaoke | - 전체 40편에 대한 코멘터리 - 미방송된 파일럿 - 파일럿 애니메틱 - 〈마법 파워〉 애니메틱 - 새롬에서 이루어진 연필 시험 영상 - Hodgepodge Monster CG 시험 - 2010 샌디에이고 코믹콘 예고편 - 단편영화 《The Naïve Man from Lolliland》 - 《Party Tonight》 뮤직 비디오 - J. G. 퀸텔 인터뷰 영상 - JG Pitches “The Power” - 《레귤러 쇼》 광고 영상 - Sam Sings Mystery Karaoke | - 전체 40편에 대한 코멘터리 - 미방송된 파일럿 - 파일럿 애니메틱 - 〈마법 파워〉 애니메틱 - 새롬에서 이루어진 연필 시험 영상 - Hodgepodge Monster CG 시험 - 2010 샌디에이고 코믹콘 예고편 - 단편영화 《The Naïve Man from Lolliland》 - 《Party Tonight》 뮤직 비디오 - J. G. 퀸텔 인터뷰 영상 - JG Pitches “The Power” - 《레귤러 쇼》 광고 영상 - Sam Sings Mystery Karaoke |
| 발매일                                                                        |                                                                               |                                                                               |                                                                               | | | | | |
| 지역코드 1                                                                    | 지역코드 1                                                                    | 지역코드 4                                                                    | 지역코드 4                                                                    | 지역코드 A | 지역코드 A | 지역코드 B | 지역코드 B | |
| 2013년 7월 16일                                                               | 2013년 7월 16일                                                               | 시즌 1: 2013년 10월 2일 시즌 2: 2013년 11월 6일                               | 시즌 1: 2013년 10월 2일 시즌 2: 2013년 11월 6일                               | 2013년 7월 16일 | 2013년 7월 16일 | 2013년 11월 6일 | 2013년 11월 6일 | |